# Kraftwerk Marcinelle
Das Kraftwerk Marcinelle ist ein GuD-Kraftwerk im Stadtbezirk Marcinelle der belgischen Stadt Charleroi, Provinz Hennegau, Belgien, das zwischen der Sambre und dem Kanal Charleroi-Brüssel liegt. Die installierte Leistung des Kraftwerks beträgt 400 (bzw. 413 oder 420) MW.
Das Kraftwerk ist im Besitz von Marcinelle Energie S.A. und wird auch von Marcinelle Energie S.A. betrieben. Im September 2016 schloss Enel eine Vereinbarung zum Verkauf der 100%igen Tochter Marcinelle Energie S.A. an Direct Énergie. Der Verkauf wurde im Januar 2017 abgeschlossen; der Kaufpreis betrug 36,5 Mio. €.

## Kraftwerksblöcke
Das Kraftwerk besteht derzeit (Stand März 2021) aus einem Block. Die folgende Tabelle gibt einen Überblick:
| Block | Einheit | Max. Leistung (MW) | Betriebsbeginn | Turbine | Generator | Dampfkessel | Status |
| ----- | ------- | ------------------ | -------------- | ------- | --------- | ----------- | ------ |
| 1     | 1       | 280                | 2011           | Ansaldo |           |             |        |
|       | 2       | 140                | 2011           | Ansaldo |           |             |        |

Der Block 1 besteht aus einer Gasturbine sowie einer nachgeschalteten Dampfturbine. An die Gasturbine ist ein Abhitzedampferzeuger angeschlossen, der dann die Dampfturbine versorgt. Im Jahr 2015 wurden ca. 1,2 Mrd. kWh erzeugt.